# 松喬
松喬（英語：Georges Massin，1916年9月2日—2007年10月2日），暱稱「松喬老爹」，比利時天主教會遣使会會士，臺灣雲林縣若瑟醫院共同創建人之一，第三屆醫療奉獻獎得主。

## 生平概略

### 早年
松喬為1916年9月2日生於比利時，1942年7月25日在魯汶天主教大學
晉升為神父，與雷鳴遠神父到江蘇傳教。一開始，他被派到江蘇省海門縣的一個小島上向鄉民傳教。中華人民共和國建立後，主教被逮捕拘禁，教堂也關門，松喬只好到教友開設的醫院當X光技師，也因此學習到最新的醫學技術，在1953年被驅逐出境，回到比利時。

### 若瑟醫院
當時嘉義教區正為在窮困的雲林縣籌設醫療院所，由於松喬在醫學檢驗及放射技術有能力，畢耀遠便推薦他來主持。1955年6月，松喬從比利時搭輪船，經三個月到基隆港。1955年12月，若瑟醫院開幕，由他擔任院長。因鄰近地區都沒有較好的醫療院所，若瑟醫務所扛起雲林縣最重要的醫療任務，松喬的放射技術也恰為當時結核病、阿米巴痢疾的診斷，提供最有力的協助，畢耀遠回憶最高紀錄是一天替五、六百名虎尾女中的學生做X光檢查。剛開始，整間醫院只有兩位醫師、兩位護士，和十位神父修女。後來蔡伯遜來此工作，他正好為海門縣籍，為天主教嘉義教區署理主教牛會卿從臺中找來。1969年，若瑟醫院唯一的婦產科醫師離職，松喬便說服暫代的八○三總醫院馬福龍醫師留下。
從若瑟成立起，松喬的家就在院長辦公室裡，每晚他會撥空前往臨終病患床前為其禱告，並與病患聯天。他堅持不以打卡來管理醫護人員，認為醫護人員遲到一定有不得已的理由。剛開始，若瑟醫院始終處於虧損狀態，松喬便只好利用比利時的關係，向教會及朋友募錢，有時還要專程回歐洲募捐，以度過醫院財務的難關。他生活相當儉樸，擔任院長從不支領薪水。日後，當人稱「松喬老爹」的他獲頒第三屆台灣醫療奉獻獎，想回比利時和親友分享榮耀，卻無錢買票，最後還是醫院同仁資助，才湊齊回比利時的旅費。若瑟站穩腳步後，他不將經費用於擴充設備及規模，反將醫院的盈餘及募得款項挪到設立各種基金會上，以幫助早產兒、貧民、殘障者等。
除了窮困民眾之外，弱勢的孩童也是最優先的照護對象。早年小兒麻痺盛行，若瑟醫院以遊覽車接送病童北上治療，並成立雲林第一個兒童加護病房和24小時兒科急診，設置雲林唯一的遲緩兒童評估中心，同時成立兒童早療及復健中心。全民健保開辦後，松喬不以健保給付高低為衡量標準，持續做這些其他醫院不做的、政府看不到，但是社會弱勢需要的醫療工作。
松喬血型是少見的A型Rh陰性，到1993年已有長達三十七年的捐血紀錄。他自己也是虎尾鎮義消隊員，一直做義消救火隊員工作到年齡屆滿。

### 晚年
2002年，若瑟醫院董事會通過聘請高雄長庚兒童醫院內科部主任黃崇濱擔任第二任院長，擔任四十多年院長的松喬神父轉任顧問。松喬因年事已高，2006年8月開始臥病，2007年10月2日晚上11時因多重器官衰竭去世。他的遺囑上寫了：「天主將這事業託付給我，願若瑟醫院首先成為一個愛與慈悲的事業，以服務所有的病人和家屬，特別是為那些最貧窮，常被忽略的以及最不幸的人。」13日移往虎尾天主堂時，僅有一面之緣的張惠妹來告別，唱了《奇異恩典》、與張雨生的《後知後覺》。他被安葬民雄天主教聖山墓園。

## 延伸閱讀
- 陳世賢.紀慧雯.《松喬神父：若瑟醫院的老爹》.財團法人天主教若瑟醫院.2008-10-01.ISBN13：9789868470408.